# Cruz de consagración

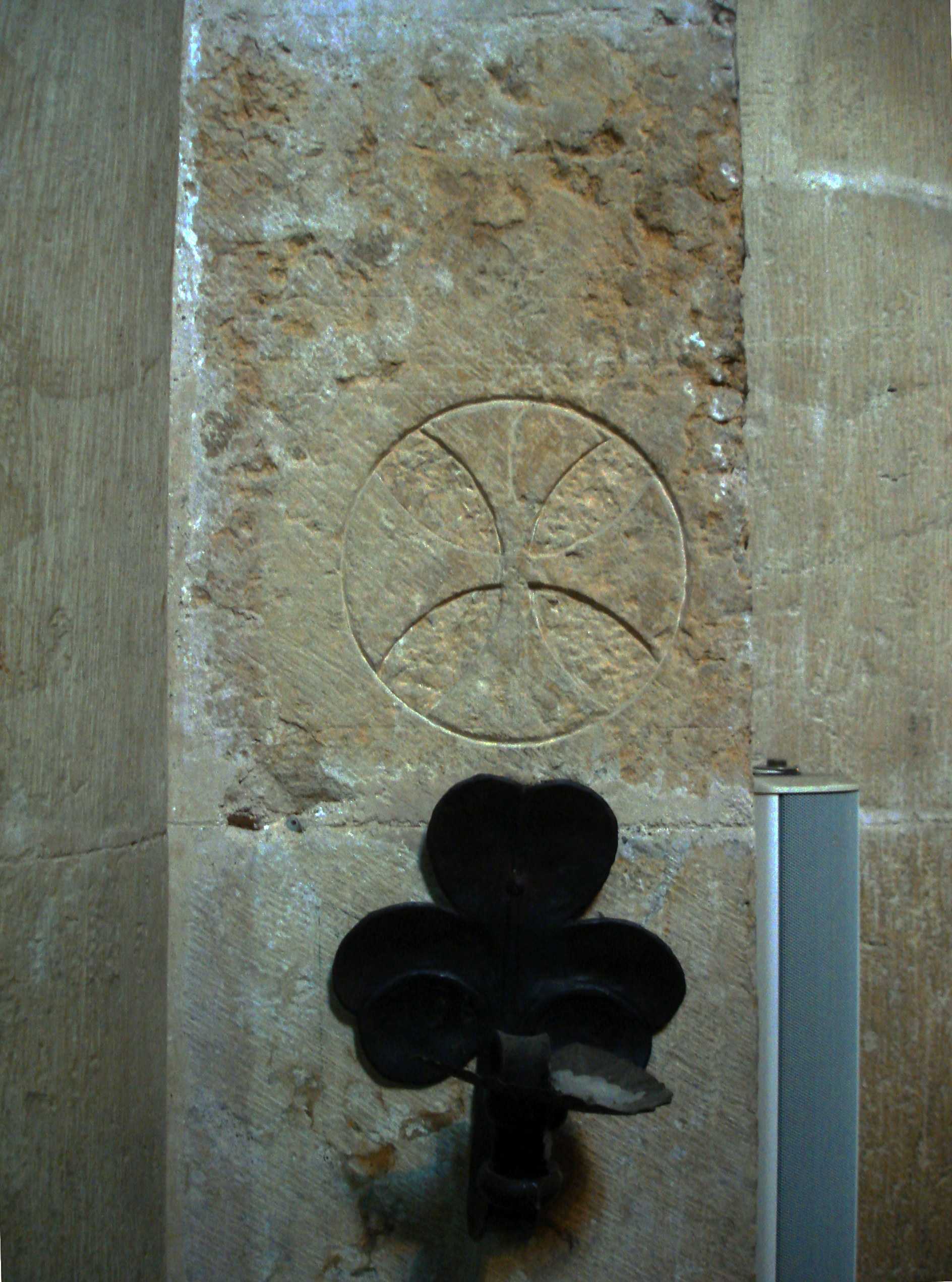
Cruz de consagración del en la Catedral de Coímbra (Portugal) con un candelabro de consagración, debajo.

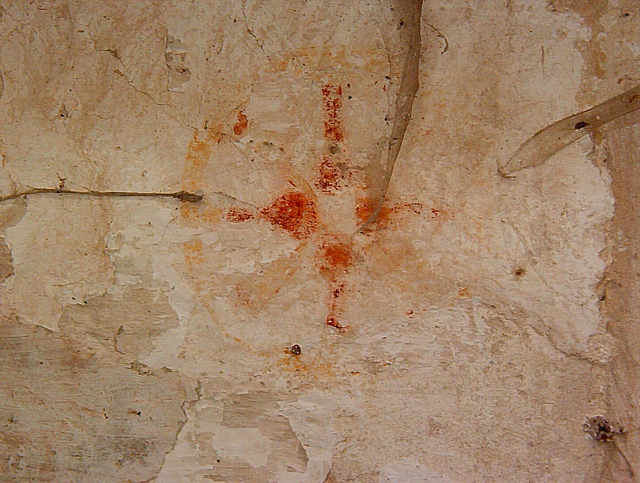
Cruz de consagración pintada (iglesia de Dugny-sur-Meuse, Meuse).

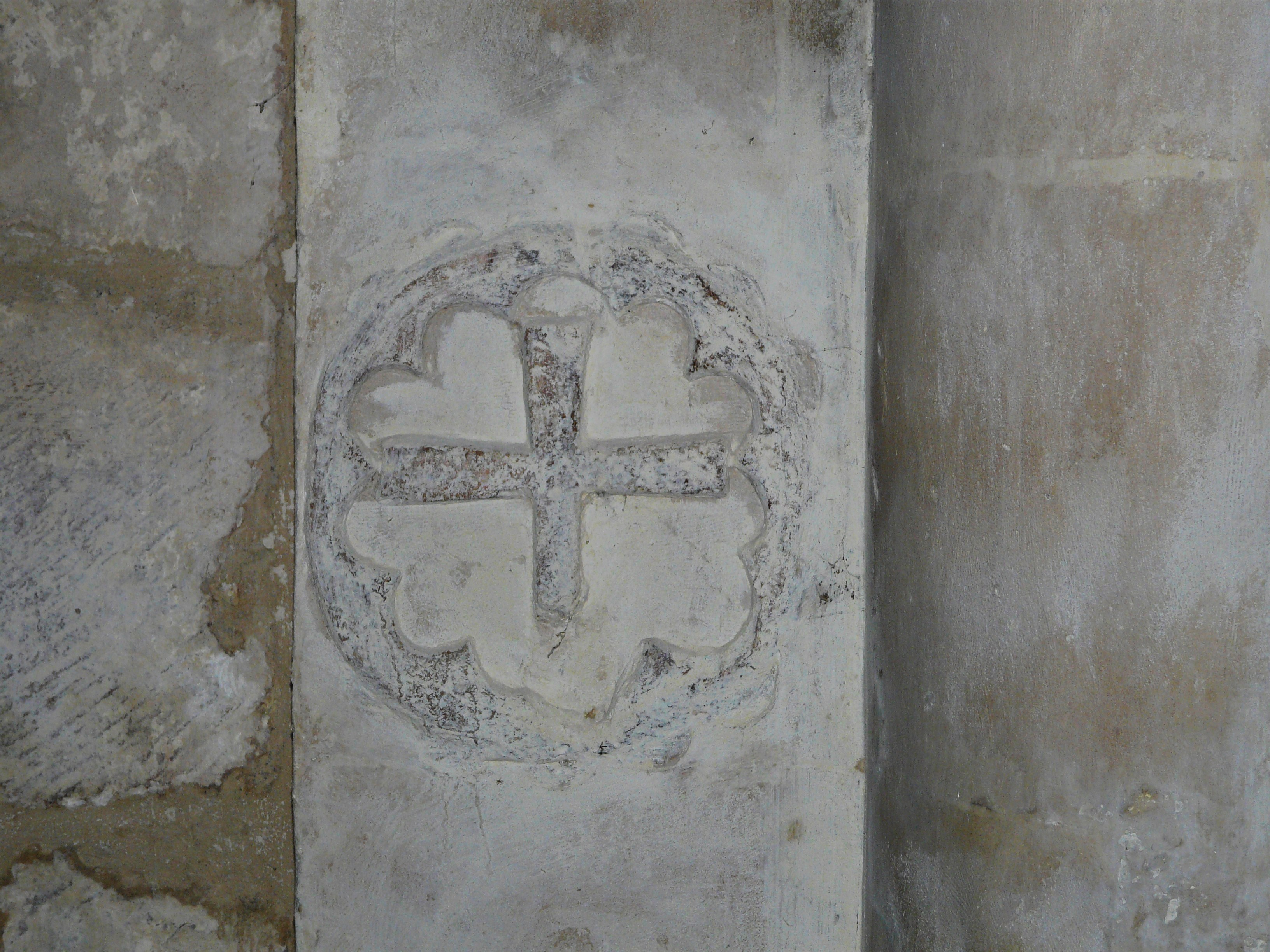
Cruz de consagración (iglesia de San Timoteo de Paussac-et-Saint-Vivien, Dordoña).

Se llama cruz de consagración, en la religión católica, a cada una de las doce cruces uncidas con óleo sagrado (crisma), dispuestas en el interior de una iglesia o catedral durante la ceremonia de su consagración por el obispo correspondiente, como símbolo de los apóstoles y "para la gloria de Dios". 
Estas cruces, en sí, pueden estar pintadas, de metal, grabadas o talladas en sus soportes (muros, pilares o columnas). A menudo, delante de cada cruz se sitúa un candelabro de consagración, para que luzca allí una vela en el aniversario de la consagración. Las cruces son consideradas un importante signo de la santidad de la Iglesia.